# علم ولاية مون
علم ولاية مون (بالإنجليزية: flag of Mon State)‏ يصور طائر الحمسا في وسط خلفية حمراء . تمت الموافقة على العلم الحالي من قبل برلمان ولاية مون وتم اعتماده بشكل رسمي في 8 يونيو 2018. في الأسطورة المحلية، تم إنشاء مدينة باغو، التي أسسها شعب مون، في الموقع الذي لجأ إليه حمسة أثناء فيضان هائل، ومن هنا جاء اعتماد الطائر على العلم.

## العلم السابق
العلم السابق لولاية مون، والذي تم استخدامه حتى اعتماد العلم الحالي في 8 يونيو 2018، كان يصور همسة على خلفية زرقاء داكنة وكان يحمل عبارة "ولاية مون" (မွန်ပြည်နယ်) مكتوب تحتها.
علم منطقة باغو مشابه جدًا للعلم السابق لولاية مون، لكن الحروف والنصوص فيه لهما نسب وتصميمات مختلفة.